# Kerim Alajbegović
Kerim Alajbegović (* 21. September 2007 in Köln, Deutschland) ist ein bosnisch-deutscher Fußballspieler.

## Karriere

### Verein
Alajbegović begann seine Karriere beim 1. FC Köln. Zur Saison 2021/22 wechselte er in die Jugend von Bayer 04 Leverkusen. Bei Leverkusen debütierte er im April 2022 bereits als 14-Jähriger für die U-17-Mannschaft. Ab der Saison 2023/24 kam er in der U-19-Mannschaft Bayers zum Zug. Im Oktober 2024 stand der Angreifer gegen die SV Elversberg erstmals im Profikader Leverkusens, zu einem Einsatz für die erste Mannschaft sollte er aber nie kommen.
Zur Saison 2025/26 wechselte Alajbegović zum österreichischen Bundesligisten FC Red Bull Salzburg, bei dem er einen bis 2028 laufenden Vertrag erhielt. Sein Profidebüt für die Salzburger gab er im Juli 2025, als er in der zweiten Runde der Qualifikation zur UEFA Champions League gegen Brann Bergen in der 87. Minute für Oscar Gloukh eingewechselt wurde.

### Nationalmannschaft
Alajbegović durchlief sämtliche bosnischen Jugendnationalteams. Im September 2024 gab er als 16-Jähriger sein Debüt in der U-21-Auswahl.